# 路德维希·许尔格特

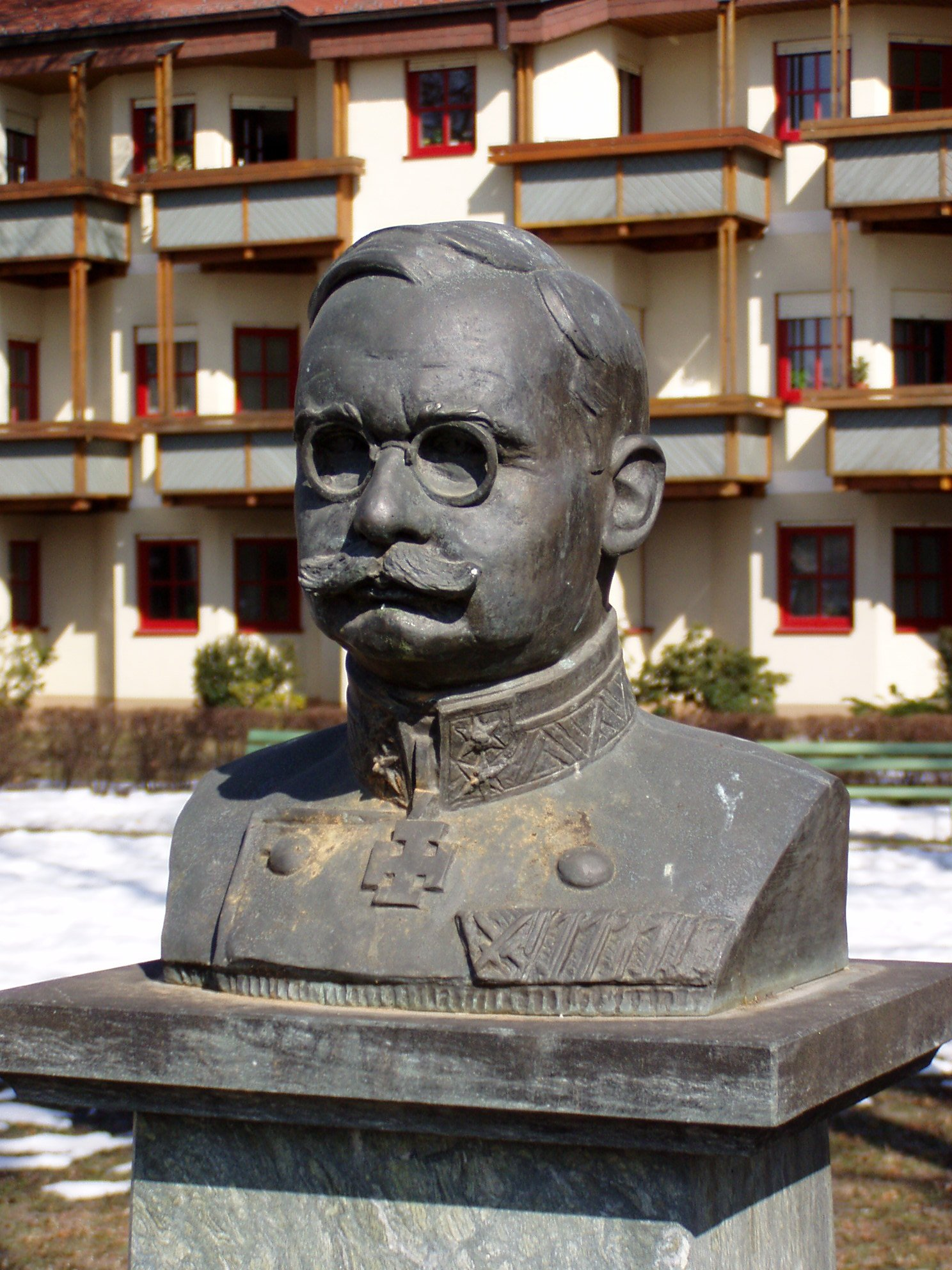
路德維希·許爾格特雕像

路德维希·许尔格特（Ludwig Hülgerth，1875年1月26日—1939年8月13日）是一位奥地利陸軍元帥、政客。
许尔格特的父亲是位职业军人，他自己入伍时很年轻。一战时，他曾在三条战线服役，在战争期间晋升为中校。1927年，他以少将军衔退役，于1934年被授予元帅军衔。
许尔格特于1934年步入政坛，出任克恩顿州州长。1936年，他成为祖國陣線的民兵组织的司令，于同年出任副总理，时任奥总理为库尔特·舒施尼格。
1939年，许尔格特在岳父的庄园（位于今奥地利隆格湖畔圣格奥尔根）去世。